# Elie Michailescu
Elie Michailescu (n. 28 februarie 1868, Târgu Ocna – d. 15 iunie 1929, Craiova) a fost un muzician și profesor român. Este tatăl impresarului și memorialistului Gaby Michailescu.
A urmat gimnaziul în Bacău, și Conservatorul de Muzică din București. A susținut examenul de capacitate la Conservatorul de Muzică din Iași (1889), clasându-se primul. A fost profesor la liceele din Târgoviște (1 martie - 1 mai 1889), Buzău (1 mai 1889 - 1 1 octombrie 1890), Drobeta Turnu-Severin (1 octombrie 1890 - 24 noiembrie 1894), Caracal (10 decembrie 1894 - 1 septembrie 1895), Craiova (9 aprilie 1896 - 15 iunie 1929).
În 1892, luând un concediu, a plecat la Paris, pentru specializare la Schola Cantorum, absolvind al doilea, cu medalia de argint. Face studii muzicale la Conservatorul de Muzică și Declamație din Paris. În capitala Franței a înființat și condus Corul Capelei Române. Venind din Franța, s-a stabilit la Craiova și a fost încadrat la Liceul Carol I și la Școala Militară. În anul 1897, înființează și conduce Corul Bisericii Sf. Ilie. A militat pentru înființarea Societății muzicale Filarmonica (1903), dirijând și corul acestei societăți care, după patru decenii de activitate artistică, a constituit nucleul Filarmonicii de Stat Oltenia, înființată în 1947. La specializarea din Franța a primit medalia de argint pentru compoziția „Petite Bebe”. Pentru prodigioasa activitate, de peste trei decenii, i s-a conferit Medalia Răsplata muncii pentru învățământ, nr 1247, din 6 iunie 1913.

## Opera
- Noua colecție de cânturi corale pentru uzul școalelor compuse, culese și aranjate de Elie Michăilescu, maestru de muzică (Craiova, partea I, două ediții, 1903)
- Curs practic de muzică vocală pentru uzul școalelor secundare de ambele sexe, întocmit după mai mulți autori (1904).